# Jean Leduc (écrivain)
Pour les articles homonymes, voir Leduc et Jean Leduc.
Jean Leduc, né en 1933 et mort le 23 décembre 2012, est un organiste, professeur de littérature, éditeur et homme de lettres québécois associé au mouvement de la contre-culture. Son œuvre, iconoclaste, volontiers provocatrice, se moque de l'esprit de sérieux qui caractérise selon lui les milieux littéraires et intellectuels. Adepte d'expérimentations formalistes et textuelles inspirées du lettrisme, du dadaïsme et de la poésie conceptuelle, Leduc est animé par un désir transgressif et parodique qu'il l'a confiné dans les marges de l'institution littéraire. Il se targue d'ailleurs de ne pas être membre de l'Union des écrivaines et des écrivains québécois.

## Biographie
En 1957, il participe en tant qu'organiste au concours annuel de l'Académie de musique du Québec, ce qui lui permet de décrocher le prix Europe 1957. Ce prix est accompagné d'une bourse, qui lui permet de poursuivre sa formation musicale à Paris. Il profite de ce séjour à l'étranger pour mener des études littéraires à la Sorbonne. Il soutient une thèse sur le Marquis de Sade en 1965.
À son retour au Québec, il enseigne la littérature à l'université McGill (1965-1969) puis à l'université du Québec à Montréal, où il consacre son enseignement à la littérature érotique, aux écrivains du XVIIIe siècle et à la création littéraire.
À l'automne 1973, il fonde la revue Cul Q, à laquelle seront associés Yolande Villemaire et Claude Beausoleil, deux étudiants à qui il a enseigné lors d'un séminaire de maîtrise plutôt cette année-là,.
En 1974, les Éditions Cul Q voient le jour.

## Bibliophile
Passionné de l'œuvre du Marquis de Sade, Leduc s'efforce de reconstituer l'entièreté de la bibliothèque possédée par Sade.

### Anthologie
- Jean Leduc, Crazy brocoli, Montréal, Moult Éditions, 2014Avec une présentation de Patrick Tillard.

### Livres[8],[9]
- Jean Leduc, Le Chat botté nowhere, Montréal, à compte d’auteur, 1969.
- Jean Leduc, Fleurs érotiques, Montréal, Librairie Déom, 1973.
- Jean Leduc, Banalités obscènes de la famille Ventadour, Paris, La pensée Universelle, 1974.
- Jean Leduc, Q, Montréal, Cul Q, 1974.
- Jean Leduc, Sour Virgadamov, Montréal, Cul Q, 1975.
- Jean Leduc, Chiures : poèmes pour plaire, Montréal, Cul Q, 1975.
- Jean Leduc, Clavicule slingshot : mani-fesse mium/mium, Montréal, Cul Q, 1976.
- Jean Leduc, Naïm Kattan : essai de poésie rough and tough aléatoire flanqué de Parti pour le trou, Montréal, Cul Q, 1977.
- Jean Leduc, Cerne clair : récit anti-sénégalo-québécois, Montréal, Cul Q, 1978.
- Jean Leduc, Mam'szpa s'en-va-t'en-guerre, Montréal, Cul Q, 1979.
- Jean Leduc, Pari, Trois-Rivières, Écrits des forges, 1987.
- Jean Leduc, Mort, taxe, Écrits des forges, 2003.

### Écrits sous pseudonyme[6]
- Bégin, Lucie, Le scandale des pissenlits one way, Cul Q, 1979.
- Dupuis, Jean-Pierre, L'Exit à Ti-Guy, Cul Q, 1979.
- Foglia, Régine, L'Électrolux à l'Hexagone, Cul Q, 1979.
- Jean, Véronique, Tas d'coton perdez, Cul Q, 1979.
- Parent, Pierre, L'ordinatrice en goguette, Cul Q, 1979.
- Plourde, Gilles, "Out" dit l'opératrice, Cul Q, 1979.
- Salide René, Cruiser des plis d'acide, Cul Q, 1979.
- Vaillancourt, A., Au triangle des pirouettes, Cul Q, 1979.
- Verdy, Paule, Immatriculations chromées, Cul Q, 1979.

### Articles et collaboration
(novembre 2018).
- Pages sur Sade dans Le Surréalisme ignoré, Sherbrooke, 1969.
- Le Clergé dans le roman érotique français du XVIIIie siècle dans Roman et lumières au XVIIIe siècle, Paris, Éditions sociales, p. 341-349, 1970.
- La Lecture sociocritique du texte romanesque dans Protée, volume 2, numéro 2, 1972.
- Problèmes bibliographiques du dix-huitième siècle dans Problèmes d’analyse symbolique, Montréal, PUQ, 1972
- Problèmes bibliographiques du dix-huitième siècle dans Dix-huitième siècle, Paris, Garnier, p. 366-373, 1972
- La distanciation comme procédé anti ou hypersymbolique dans Las Hurdes (Terre sans pain) de Buñuel dans Problèmes d’analyse symbolique, Montréal, PUQ, 1972.
- Le Cul chez les poètes de l’Hexagone et dans les Relations Jésuites, Cul Q, Montréal, p. 20-34, 1973.
- (Sans titre) dans L'Infante rit, Montréal, UQÀM, 1973.
- Place Vulve-Marie dans Cul Q, numéro 1, 1973
- Le Temps, Eros, La Mort d’un bûcheron et Taureau, Cul Q, Montréal, 27-31, 1974.
- L’idéologie de la critique littéraire dans la presse quotidienne francophone de Montréal, Cul Q, Montréal, p. 10-38, 1974.
- L'œuvre de Beausoleil, Cul Q, Montréal, 197?.

### Thèses
- Jean Leduc, Sources de l'athéisme et de l'immoralisme du marquis de Sade, Genève, Institut et musée Voltaire, 1969.
- Jean Leduc, Le livre matériel de poésie au Québec de 1950 à 1970 (thèse de maîtrise en bibliothéconomie), Université de Montréal, 1980.